# Partito Socialista Unitario
Unter der Bezeichnung Partito Socialista Unitario (PSU) („Sozialistische einheitliche Partei“) firmierten drei italienische politische Parteien mit sozialdemokratischer Orientierung.

## Partito Socialista Unitario (1922–1930)

### Geschichte
Die erste dieser Parteien wurde vom reformistischen Flügel der Partito Socialista Italiano (PSI) („Italienische Sozialistische Partei“) bereits im Oktober 1922 gegründet, nachdem dieser am 1. Oktober 1922 auf Betreiben der Mehrheit, der an einem marxistisch-revolutionären Kurs festhalten wollte, aus der Partei ausgeschlossen worden war. Am 10. Juni 1924 wurde Giacomo Matteotti von faschistischen Milizen ermordet, nachdem er im Parlament zahlreiche Unregelmäßigkeiten aufgezeigt hatte, die es bei der Wahl vom 6. April 1924 gegeben hatte und von den Milizen zu verantworten waren. Als der König auf diese Ereignisse nicht reagierte, zählte die Partito Socialista Unitario zu jenen Parteien, die am 27. Juli 1924 unter Protest das Parlament verließen (secessione aventiniana). Dies geschah in der Absicht, den König zum Handeln zu zwingen, Mussolini verhaften zu lassen und Neuwahlen auszuschreiben. Als der König nicht reagierte, erwies sich dieser Schritt als verfehlt. Mussolini nutzte am 3. Januar 1925 die Abwesenheit, um die Verantwortung für alle Untaten der vergangenen Jahre selbst zu übernehmen und anzukündigen, nun Ordnung zu schaffen. Mit seiner Art Ordnung zu schaffen verließ Mussolini endgültig den parlamentarischen Weg. Im November 1925 wurde die Partei verboten, jedoch im Untergrund als „Partito Socialista dei Lavoratori Italiani“ (PSLI) („Sozialistische Partei der italienischen Arbeiter“) neu gegründet. 1927 nahm sie den Namen „Partito Socialista Unitario dei Lavoratori Italiani“ (PSULI) („Sozialistische Einheitspartei der italienischen Arbeiter“) an. Im Juli 1930 vereinigte man sich wieder mit der Partito Socialista Italiano (PSI).

### Mitglieder
Filippo Turati, Giacomo Matteotti, Claudio Treves, Camillo Prampolini, Oddino Morgari, Arturo Vella

## Partito Socialista Unitario (1949–1951)

### Geschichte
Diese Partei wurde im Dezember 1949 als Fusion von Politikern gegründet, die sich von der PSI und von der PSLI getrennt hatten. Von der PSI kamen Funktionäre unter Führung von Giuseppe Romita, die sich bereits vorher im Movimento Socialista Autonomista („Autonome Sozialistische Bewegung“) zusammengefunden hatten. Von der PSLI kamen Giuseppe Faravelli, Ugo Guido Mondolfo, Mario Zagari und andere.
Am 1. Mai fusionierte diese Partei mit der Partito Socialista dei Lavoratori Italiani (PSLI) und nahm den Namen Partito Socialista - Sezione Italiana dell'Internazionale Socialista (PS-SIIS) („Sozialistische Partei – Italienische Sektion der Sozialistischen Internationale“) an, der am 7. Januar 1952 auf Partito Socialista Democratico Italiano (PSDI) („Italienische Sozialdemokratische Partei“) abgeändert wurde.

## Partito Socialista Unitario (1969–1971)

### Geschichte
Diese Bezeichnung trug die Partito Socialista Democratico Italiano (PSDI) von 1969 bis 1971.